# Chris Kempers
Chris Kempers, de son vrai nom Christiane Kempers (née le 7 janvier 1965 à Mönchengladbach) est une chanteuse allemande.

## Biographie
Après de premières expériences dans des groupes régionaux, elle est ensuite chanteuse de studio et choriste. Elle est ainsi en contact avec des célébrités de la pop et du schlager comme Howard Carpendale, Roy Black ou Bernhard Brink. En 1988, le groupe Rendez-Vous, dont elle est membre, participe au concours de sélection allemand pour le Concours Eurovision de la chanson, sans succès. À la fin des années 1980, elle apparaît dans l'émission Donnerlippchen dans une imitation de Jennifer Rush. 
Ralph Siegel engage elle et le chanteur Daniel Kovac pour former un duo et participer au concours de sélection allemand pour le Concours Eurovision de la chanson 1990. La chanson Frei zu leben est composée par Siegel et écrite par Michael Kunze. Chris Kempers et Daniel Kovac la présentent le 29 mars au Deutsches Theater München et remportent le concours à la surprise générale ; sur les dix chansons diffusées à la radio les 24 et 25 mars, le public avait voté pour Melodie d'amour interprétée par Isabel Varell. La controverse fut aussi nourrie par la performance vocalement discutable de Daniel Kovacs et la simplicité du texte de la chanson gagnante. Une participante porta plainte par un avocat contre les résultats de Tele-Dialog.
Au Concours Eurovision de la chanson 1990, Chris Kempers et Daniel Kovac obtinrent la 9e place.
Après le concours, elle met fin au duo. En 1991 et 1992, elle chante dans le groupe rock Palatinate. Pour poursuivre sa carrière musicale, elle tente de se relancer dans des comédies musicales puis y met fin.